# Macellina digitata
Macellina digitata är en insektsart som beskrevs av Chen, S.C. och J.J. Wang 1993. Macellina digitata ingår i släktet Macellina och familjen Diapheromeridae. Inga underarter finns listade i Catalogue of Life.